# Trends (jornal)
Trends é uma série de periódicos científicos de propriedade da Elsevier que publicam artigos de revisão em diversas áreas da biologia e da química. Atualmente, eles fazem parte do grupo de periódicos Cell Press da Elsevier.
A série Trends foi fundada em 1976 com Trends in Bioochemical Sciences (TIBS), seguido rapidamente por Trends in Neurosciences (TINS), Trends in Pharmacological Sciences (TIPS) e Immunology Today.
Immunology Today, Parasitology Today e Molecular Medicine Today mudaram seus nomes para Trends in... em 2001. Drug Discovery Today foi desmembrada como uma marca independente.
Originalmente publicado em Cambridge, Reino Unido, o Trends Editorial Office mudou-se para Londres em meados dos anos 90, depois que a Elsevier adquiriu a Pergamon Press. Desde 2007, ele é publicado sob a marca Cell Press e, a partir de 2010, opera fora de um escritório editorial em Cambridge, Massachusetts, EUA. A editora de tendências é Jessica Miles.

## Títulos
Atualmente, o periódico é publicado mensalmente:
| Título                                                                | Abreviação (ISO 4)                   | Campo                        | Editor             | Início | Fator de Impacto (2018) | Sítio |
| --------------------------------------------------------------------- | ------------------------------------ | ---------------------------- | ------------------ | ------ | ----------------------- | ----- |
| Trends in Biochemical Sciences                                        | Trends Biochem. Sci.                 | Bioquímica                   | Sannie Culbertson  | 1976   | 16.889                  |       |
| Trends in Biotechnology                                               | Trends Biotechnol.                   | Biotecnologia                | Matthew Pavlovich  | 1983   | 13.747                  |       |
| Trends in Cancer                                                      | Trends Cancer                        | Oncologia                    | Danielle Loughlin  | 2015   | 8.884                   |       |
| Trends in Cell Biology                                                | Trends Cell Biol.                    | Biologia celular             | Ilaria Carnevale   | 1991   | 16.588                  |       |
| Trends in Chemistry                                                   | Trends Chem.                         | Química                      | Tom Dursch         | 2019   | N/A                     |       |
| Trends in Cognitive Sciences                                          | Trends Cognit. Sci.                  | Ciência cognitiva            | Lindsey Drayton    | 1997   | 16.173                  |       |
| Trends in Ecology & Evolution                                         | Trends Ecol. Evol.                   | Ecologia evolutiva           | Andrea Stephens    | 1986   | 15.236                  |       |
| Trends in Endocrinology and Metabolism                                | Trends Endrocrinol. Metab.           | Endocrinologia e Metabolismo | Matthew Beymer     | 1990   | 9.777                   |       |
| Trends in Genetics                                                    | Trends Genet.                        | Genética                     | Caryn Navarro      | 1985   | 10.627                  |       |
| Trends in Immunology (anteriormente Immunology Today)                 | Trends Immunol.(Immunol. Today)      | Imunologia                   | Catarina Sacristan | 1980   | 13.000                  |       |
| Trends in Microbiology                                                | Trends Microbiol.                    | Microbiologia                | Gail Teitzel       | 1993   | 11.974                  |       |
| Trends in Molecular Medicine (anteriormente Molecular Medicine Today) | Trends. Mol. Med.(Mol. Med. Today)   | Medicina molecular           | Claudia Willmes    | 1995   | 11.028                  |       |
| Trends in Neurosciences                                               | Trends Neurosci.                     | Neurociência                 | Moran Furman       | 1978   | 12.314                  |       |
| Trends in Parasitology (anteriormente Parasitology Today)             | Trends Parasitol. (Parasitol. Today) | Parasitologia                | Pengfei Kong       | 1985   | 8.020                   |       |
| Trends in Pharmacological Sciences                                    | Trends Pharmacol. Sci.               | Farmacologia                 | Kusumika Mukherjee | 1979   | 11.523                  |       |
| Trends in Plant Science                                               | Trends Plant Sci.                    | Botânica                     | Susanne Brink      | 1996   | 14.006                  |       |